# Brookesia lambertoni
Espèce
Statut de conservation UICN

 DD  : Données insuffisantes
Statut CITES
Brookesia lambertoni est une espèce de sauriens de la famille des Chamaeleonidae.

## Répartition
Cette espèce est endémique de Madagascar.

## Description
Ce caméléon nain est de petite taille, diurne, et vit au sol ou sur les branches basses des forêts.

## Étymologie
Cette espèce est nommée en l'honneur de Charles Lamberton.

## Publication originale
- Brygoo & Domergue, 1970 : Notes sur les Brookesia de Madagascar. V. Description de deux espèces nouvelles: B. lambertoni n. sp. et B. therezieni n. sp. (Chamaeleonidae). Bulletin du Muséum national d'Histoire naturelle, Paris, vol. 41, n. 5, p. 1091-1096.